# 2003 ve fotografii

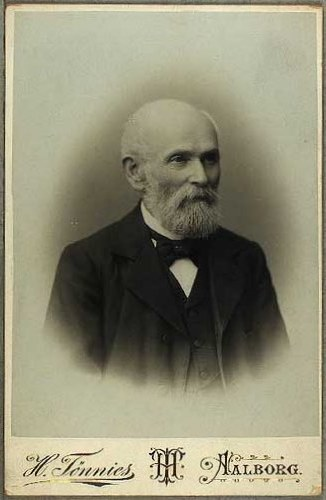
Heinrich Tønnies zemřel před sto lety

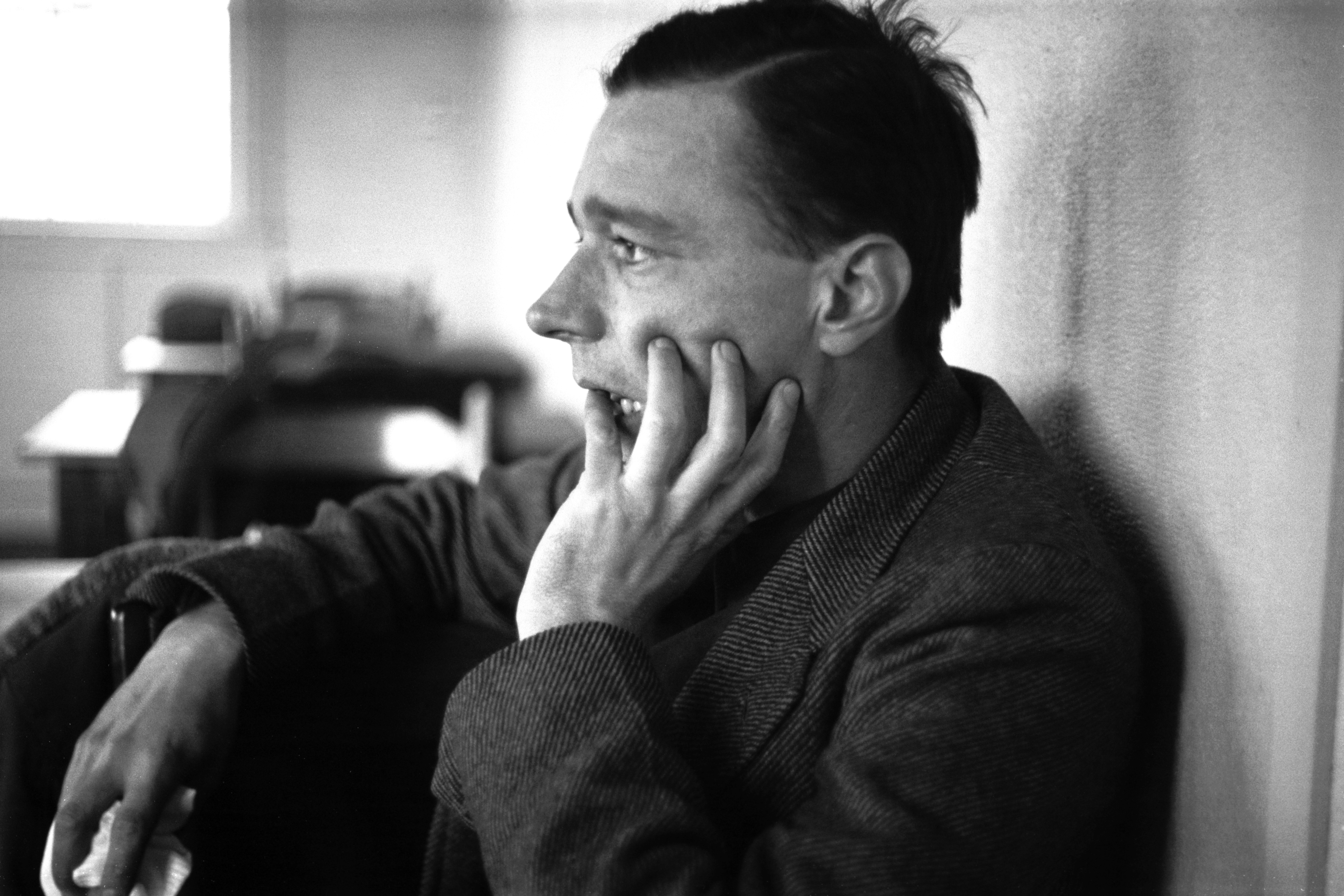
Walker Evans se před sto lety narodil

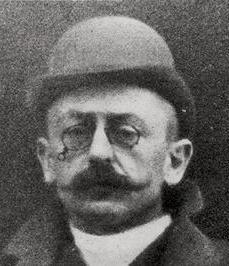
Hans Watzek zemřel v roce 1903

Tento článek obsahuje významné fotografické události v roce 2003.

## Události
- Měsíc fotografie Bratislava 2003

- Mezinárodní festival fotografie v Lodži, květen
- kongres Fédération photographique de France, červen
- Rencontres d'Arles červenec–září
- Festival international de la photo animalière et de nature, Montier-en-Der, každý třetí čtvrtek v listopadu
- Salon de la photo, Paříž, listopad
- Mois de la Photo, Paříž, listopad
- Paris Photo, listopad

- Month of Photography Asia, Singapur

## Ocenění
- Czech Press Photo – Ibra Ibrahimovič, volný fotograf, Příběh sedláka Rajtera, Jan Rajter s malým Vašíkem na pastvině v Mrzlicích, říjen 2002

- World Press Photo – Jean-Marc Bouju
  - Jan Šibík získal třetí cenu v kategorii Sportovní příběhy za sérii fotografií Tradiční indický zápas fotografovanou pro časopis Reflex[1][2]

- Prix Niépce – Stéphane Couturier
- Prix Nadar – Bernard Guillot, Le Pavillon blanc, éd. Filigrane
- Prix Arcimboldo – Tom Drahoš
- Cena Henriho Cartier-Bressona – Larry Towell
- Prix HSBC pour la photographie – Laurence Leblanc a Mathieu Bernard-Reymond
- Prix Bayeux-Calvados des correspondants de guerre – Georges Gobet (Agence France-Presse)
- Prix Canon de la femme photojournaliste – Ami Vitale
- Prix Picto – Marjolijn de Groot (vítěz), Hermanna Prinsen (zvláštní cena)
- Prix Voies Off – Olivier Metzger
- Prix Roger-Pic – Olivier Culmann za sérii s názvem Autour – New York 2001–2002

- Cena Oskara Barnacka – Andrea Hoyer
- Cena Ericha Salomona – John G. Morris
- Cena za kulturu Německé fotografické společnosti – Wim Wenders  a Mogens S. Koch
- Cena Hansely Miethové – Walter Schels (fotografie), Beate Lakotta (text)

- Davies Medal – M. Ronnier Luo

- Prix national de portrait photographique Fernand Dumeunier –

- Cena Ansela Adamse – Douglas Steakley
- Cena W. Eugena Smithe – Trent Parke
- Zlatá medaile Roberta Capy – Carolyn Cole
- Cena Inge Morath – cena nebyla udělena
- Infinity Awards
- Pulitzerova cena
  -  Pulitzer Prize for Breaking News Photography – Fotografové Rocky Mountain News, „za jejich silné, nápadité fotografické pokrytí lesních požárů v Coloradu.“ (citace, fotografie)
  -  Pulitzer Prize for Feature Photography – Don Bartletti, Los Angeles Times, „za jeho památné dokumentární snímky mládeže ve Střední Americe, kteří často čelí smrtelnému nebezpečí, cestují na sever do Spojených států.“ (obrázky)

- Cena Higašikawy – Guy Tillim, Rjóiči Saitó, Kimio Itozaki, Ruiko Jošida
- Cena za fotografii Ihei Kimury – Tomoko Sawada (澤田 知子)
- Cena Kena Domona – Rjúiči Hirokawa (広河 隆一)
- Cena Nobua Iny – Hiroši Óšima
- Cena Džuna Mikiho – Ikujo Ogino (荻野育代) za Directed Tension
- Cena inspirace Džuna Mikiho – Motoo Niikura (新倉 元雄) za Nampla a Ajumi Fudžii (ふじい あゆみ) za God Father Jr

- Prix Paul-Émile-Borduas –
- Fotografická cena vévody a vévodkyně z Yorku – cena nebyla udělena

- Národní fotografická cena Španělska – Carlos Pérez Siquier[3]

- Hasselblad Award – Malick Sidibé
- Švédská cena za fotografickou publikaci – Anders Krisár
- Cena Lennarta Nilssona – David Barlow (Université de Southampton)

- Cena Roswithy Haftmann – Jeff Wall

## Narození v roce 2003
- 1. října – Matyáš Páleníček, český fotograf, držitel ocenění Osobnost české fotografie 2023 v kategorii do 30 let

## Úmrtí v roce 2003
- 14. ledna – Noriaki Jokosuka, japonský fotograf, cena Nobua Iny (* 26. listopadu 1937)
- 16. ledna – Šótaró Akijama, japonský fotograf (* 8. června 1920)
- 17. ledna – George Haimsohn, 77, americký spisovatel a fotograf (* ?)[4]
- 23. ledna – David Moore, 75, australský fotožurnalista, historik australské fotografie a iniciátor Australského fotografického centra (* 6. dubna 1927)
- 10. února – Edgar de Evia, 92, americký fotograf (* ?)
- 17. února – Pierre Dandoy, belgický humanistický fotograf (* 27. ledna 1922)
- 28. února – Karel Neubert, český fotograf a grafik, jeho otec Karel Neubert byl spolumajitel smíchovských grafických uměleckých závodů Václav Neubert a synové (* 2. března 1926)
- 3. března – Luis Marden, 90, americký fotožurnalista (* ?)
- 22. března – Paul Moran, 39, australský fotožurnalista, zabit samovražednou bombou v severním Iráku (* ?)
- 2. dubna – Kaveh Golestan, 52, íránský fotograf, pozemní mina (* ?)
- 16. dubna – Charles Gagnon, kanadský multidisciplinární umělec známý pro svou malbu, fotografii a film (* 23. května 1934)
- 22. dubna – Jan Hampl, český novinář, umělecký fotograf a propagátor české fotografie (* 3. září 1924)
- 23. dubna – Fernand Fonssagrives, 93, francouzský fotograf (* 8. června 1910)
- 11. května – Loren McIntyre, 86, americký fotožurnalista (* ?)
- 2. července – Uğur Uluocak, turecký horolezec a fotograf (* 1962)
- 6. července – René-Jacques, francouzský fotograf (* 29. května 1908)
- 12. července – Ingeborg de Beausacq, 93, americký fotograf
- 6. srpna – Robin Banerjee, 94, indický fotograf divoké přírody
- 6. srpna – Irena Kummant-Skotnicka, polská účastnice Varšavského povstání, styčná důstojnice, zdravotní sestra a fotografka (* 26. února 1924)
- 21. srpna – John Coplans, 83, britský fotograf[5]
- 18. září – Jean Dieuzaide, francouzský fotograf (* 20. června 1921)
- 23. září – Paul Almasy, maďarský fotograf (* ?)
- 14. listopadu – Spyros Meletzis, řecký fotograf odboje v letech 1941-1944 (* 20. ledna 1906)
- 12. prosince – Eva Besnyö, maďarsko-nizozemská fotografka (* 29. dubna 1910)
- ? – Spider Martin, americký fotograf a fotoreportér (* 1. dubna 1939 – 8. dubna 2003)

## Výročí
Sté výročí narození
- Clem Albers, americký fotograf (asi 1903 – říjen 1991)
- Walker Evans, americký fotograf (3. listopadu 1903 – 10. dubna, 1975)
- Florence Owens Thompsonová, americká fotografka (1. září 1903 – 16. září 1983)

Sté výročí úmrtí
- Heinrich Tønnies, dánský fotograf (10. května 1825 – 11. prosince 1903)
- Hans Watzek, česko-rakouský fotograf (20. prosince 1848 – 12. května 1903)
- William Shew, americký fotograf (1820–1903)